# Laimjala (plaats)
Laimjala (Duits: Laimjall) is een plaats in de Estlandse gemeente Saaremaa, provincie Saaremaa. De plaats heeft de status van dorp (Estisch: küla) en telt 102 inwoners (2021).
Tot in oktober 2017 was Laimjala de hoofdplaats van de gemeente Laimjala. In die maand werd Laimjala bij de fusiegemeente Saaremaa gevoegd.

## Geschiedenis
Laimjala werd voor het eerst genoemd in 1645 onder de naam Laidmell, een landgoed. Het landgoed was achtereenvolgens in het bezit van de families von Dellingshausen, von Nolcken en von Saß. In de jaren twintig van de 20e eeuw ontstond op het terrein van het landgoed, dat inmiddels door het onafhankelijk geworden Estland was onteigend, een nederzetting, die de naam Aaviku kreeg. In 1977 werd Aaviku herdoopt in Laimjala. In 1997 werd het zuidelijke deel van Laimjala als afzonderlijk dorp afgesplitst. Dat kreeg toen de naam Aaviku.
Het landhuis van het landgoed, dat gebouwd is rond 1800, diende tot in 2017 als gemeentehuis van de gemeente Laimjala.

## Foto's

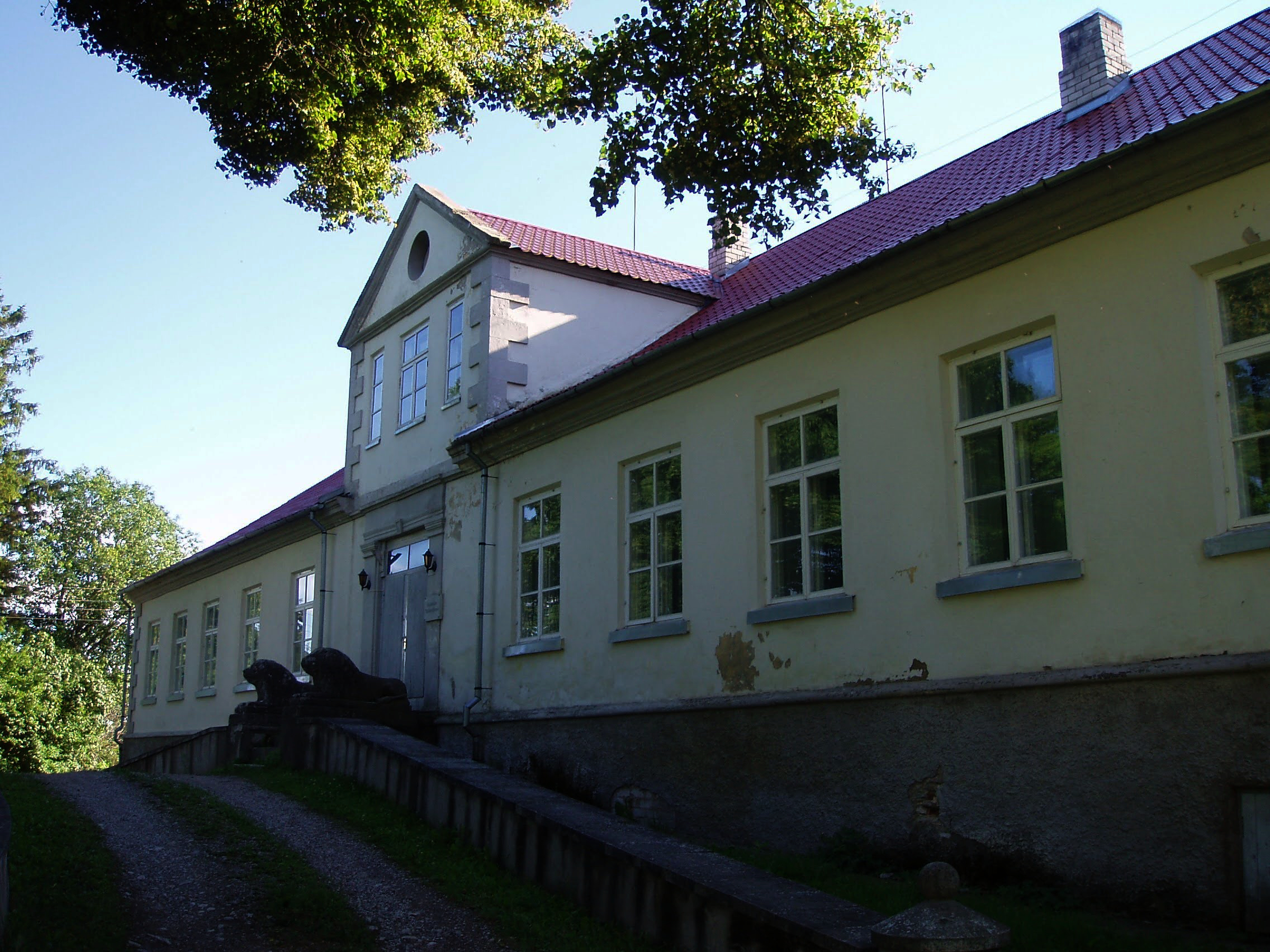
Het landhuis van Laimjala
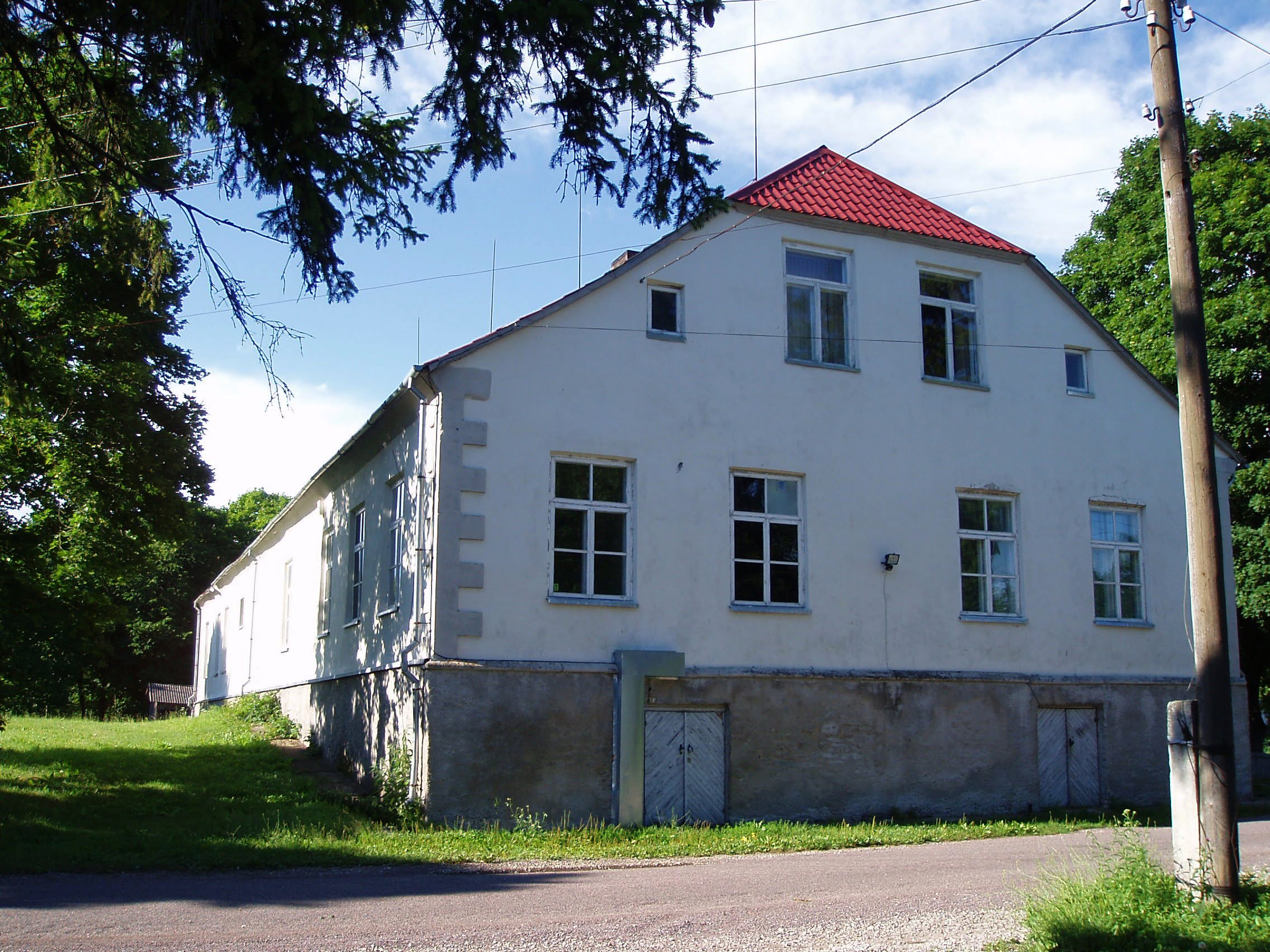
Zijaanzicht
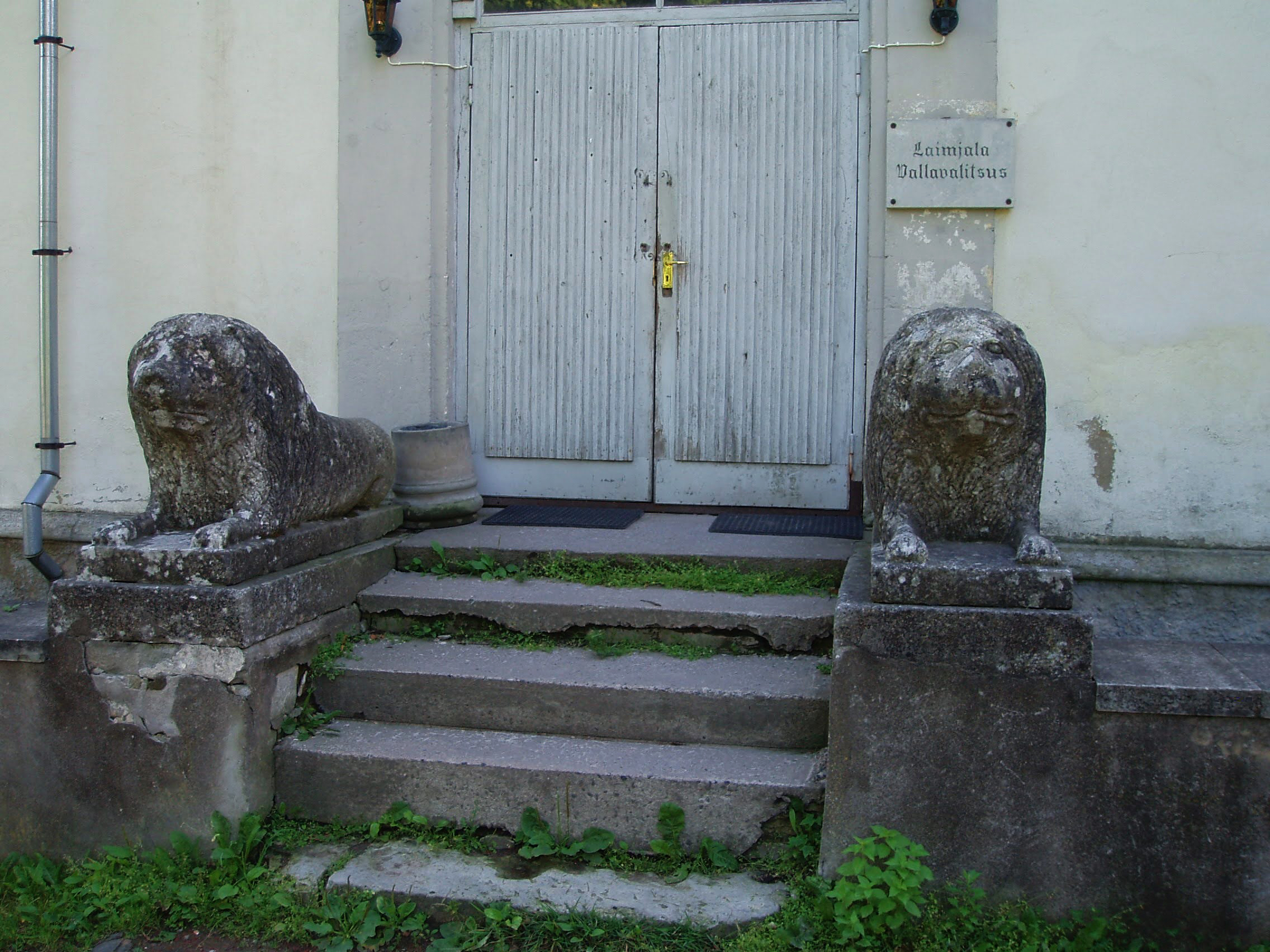
Leeuwen bij de ingang. De tekst op het bordje: ‘Gemeentehuis van Laimjala’